# Agrippinus d'Alexandrie
Agrippinus d'Alexandrie 10e patriarche d'Alexandrie de 167 à 178 A.D.

## Contexte
Selon les Bollandistes Agrippinus ou Agrippin occupe le siège d'Alexandrie pendant 12 ans et meurt le 5e jour de Méchir dans la première année de l'empereur romain Commode soit le 12 février 178 du Calendrier grégorien